# Бердс-Форк (Західна Вірджинія)
Бердс-Форк (англ. Beards Fork) — переписна місцевість (CDP) в США, в окрузі Фаєтт штату Західна Вірджинія. Населення — 127 осіб (2020).

## Географія
Бердс-Форк розташований за координатами 38°3′54″ пн. ш. 81°13′40″ зх. д. / 38.06500° пн. ш. 81.22778° зх. д. (38.065037, -81.227681).  За даними Бюро перепису населення США в 2010 році переписна місцевість мала площу 4,36 км², з яких 4,36 км² — суходіл та 0,00 км² — водойми.

## Демографія
Згідно з переписом 2010 року, у переписній місцевості мешкало 199 осіб у 74 домогосподарствах у складі 55 родин. Густота населення становила 46 осіб/км².  Було 88 помешкань (20/км²).
Расовий склад населення:
| - 58,8 % — білих - 40,2 % — чорних або афроамериканців |

До двох чи більше рас належало 1,0 %. Частка іспаномовних становила 0,5 % від усіх жителів.
За віковим діапазоном населення розподілялося таким чином: 20,6 % — особи молодші 18 років, 65,3 % — особи у віці 18—64 років, 14,1 % — особи у віці 65 років та старші. Медіана віку мешканця становила 40,5 року. На 100 осіб жіночої статі у переписній місцевості припадало 82,6 чоловіків;  на 100 жінок у віці від 18 років та старших — 79,5 чоловіків також старших 18 років.
Середній дохід на одне домашнє господарство  становив 33 051 долар США (медіана — 38 359), а середній дохід на одну сім'ю — 37 689 доларів (медіана — 39 063). За межею бідності перебувало 25,2 % осіб, у тому числі 100,0 % дітей у віці до 18 років та 0,0 % осіб у віці 65 років та старших.
Цивільне працевлаштоване населення становило 37 осіб. Основні галузі зайнятості: освіта, охорона здоров'я та соціальна допомога — 100,0 %.